# Огледна ОШ „Ади Ендре” Мали Иђош
Огледна ОШ „Ади Ендре” у Малом Иђошу, насељеном месту и седишту истоимене општине, државна је образовна установа, која баштини традицију школе основане 1770. године. Школа носи име по Енре Адиу, мађарском правнику, новинару и песнику.